# إدواردو بايس
إدواردو بايس (بالبرتغالية: Eduardo Paes) هو سياسي برازيلي، ولد في 14 نوفمبر 1969 في ريو دي جانيرو في البرازيل. حزبياً، نشط في حزب الحركة الديمقراطية ‏. وقد انتخب عمدة وانتخب عضو مجلس النواب البرازيلي ‏.

## روابط خارجية
- إدواردو بايس على موقع أوليمبيديا (الإنجليزية)